# Paul Revere (hudebník)
Paul Revere, rodným jménem Paul Revere Dick (7. ledna 1938, Harward, Nebraska – 4. října 2014, Caldwell, Idaho) byl americký hudebník, hráč na varhany. V roce 1958 byl jedním ze zakládajících členů skupiny Paul Revere & the Raiders, se kterou nahrál mnoho hitů. Ve skupině působil až do své smrti v roce 2014. Poslední rok svého života bojoval s rakovinou.